# Okręg Malësi e Madhe
Okręg Malësi e Madhe (alb. rrethi i Malësisë e Madhe) – jeden z trzydziestu sześciu okręgów administracyjnych w Albanii; leży w północno-zachodniej części kraju, w obwodzie Szkodra. Liczy ok. 37 tys. osób (2008) i zajmuje powierzchnię 555 km². Jego stolicą jest Koplik. 
W skład okręgu wchodzi 6 gmin. Jedna miejska Koplik oraz pięć wiejskich: Kastrat, Gruemirë, Kelmend, Qendër oraz Shkrel.